# Castela spinosa
Castela spinosa là một loài thực vật có hoa trong họ Thanh thất. Loài này được Cronquist mô tả khoa học đầu tiên năm 1944.